# Charles H. Sheldon
Charles Henry Sheldon, född 12 september 1840 i Lamoille County, Vermont, död 20 oktober 1898 i Deadwood, South Dakota, var en amerikansk republikansk politiker. Han var den andra guvernören i delstaten South Dakota 1893-1897.
Han föddes i Vermont till Gersham och Mary Sheldon. Fadern var från Montréal och modern var född i Maine. Sheldon deltog i amerikanska inbördeskriget i nordstatsarmén. Hans första hustru Mary avled 1874. Han gifte om sig följande år med Martha Frizzell och paret fick tre barn.
Sheldon vann 1892 års guvernörsval med stor majoritet. Han omvaldes 1894.
Sheldon dog i lunginflammation. Hans grav finns i Pierpont, South Dakota.